# Odontosoria aculeata
Odontosoria aculeata är en ormbunkeart som först beskrevs av Carolus Linnaeus, och fick sitt nu gällande namn av John Smith. Odontosoria aculeata ingår i släktet Odontosoria och familjen Lindsaeaceae. Inga underarter finns listade.